# Avrankou
Avrankou è una città situata nel dipartimento di Ouémé nello Stato del Benin con 92 029 abitanti (stima 2006).